# 達龍駒
達龍駒（英語：Dark Dream），是一匹曾在澳洲和香港出賽的已退役賽駒，來港後練馬師早期是羅富全，後期是大衛希斯。競賽生涯中一勝國際一級賽。

## 簡介
2014年，「達龍駒」由澳洲商人瑪麗·簡·巴森（Mary Jane Basson）與朋友 J M·威爾遜（J M Wilson）經一次傳種母馬發賣會而購入，2017年11月21日參與首場位於新南威爾士州莫魯亞的賽事，隨著成績日漸優異，令到個別投注金額有所增長，身價亦已升至逾千萬港元。
2018年6月，「達龍駒」自從勝出昆士蘭打吡後，其練馬師凱瑞·帕克（Kerry Parker）認為牠能夠在多項賽事中取得佳績，具備跑下去的潛質，適合往海外繼續發展，故讓馬主賣給香港商人洪祖杭，並交由練馬師羅富全負責打理。
2018年12月9日，「達龍駒」於香港首次出賽。
2018年12月23日，「達龍駒」打開其在港的勝利之門。
2019年，四歲之齡的「達龍駒」出戰四歲系列賽。1月27日，蘇兆輝策騎「達龍駒」出戰四歲系列賽頭關香港經典一哩賽，取得第四名；2月17日，「達龍駒」改配潘頓出戰四歲系列賽次關香港經典盃，取得第二名；3月17日，「達龍駒」續配潘頓出戰四歲系列賽尾關香港打吡大賽，取得第四名。
2019年4月7日，潘頓策騎「達龍駒」勝出一場第一班賽事，並打破沙田馬場草地第一班2000米班際紀錄。其後，「達龍駒」便升級角逐多項國際分級賽。
2019-2020年度，「達龍駒」屢戰國際分級賽，卻未能取得分級賽頭馬，隨後更被送往從化馬場休養生息。
2020年7月31日，當時仍在從化馬場休養的「達龍駒」正式從羅富全馬房轉投大衛希斯馬房。
2020-2021馬季，「達龍駒」轉投大衛希斯後出賽兩次，但連續兩場出賽（即莎莎婦女銀袋賽和其士盃）的表現皆令人失望。其後，「達龍駒」不但在2020年11月30日退出香港盃，並於12月2日宣告退役，正式結束其在港的競賽生涯。隨後，「達龍駒」被運返澳洲，並交由比安希斯及詹希斯訓練。

## 在港勝出賽事全紀錄
| 比賽日期   | 賽事名稱 | 賽事班次 | 賽道 | 賽事路程 | 比賽馬場 | 名次 | 完成時間 | 騎師   |
| ---------- | -------- | -------- | ---- | -------- | -------- | ---- | -------- | ------ |
| 23/12/2018 | 浪茄讓賽 | 第二班   | 草地 | 2000米   | 沙田馬場 | 1    | 2:02.18  | 蘇兆輝 |
| 07/04/2019 | 夏力讓賽 | 第一班   | 草地 | 2000米   | 沙田馬場 | 1    | 1:59.66  | 潘頓   |

## 在港一級賽出賽全紀錄
| 比賽日期   | 賽事名稱         | 賽事班次 | 賽道 | 賽事路程 | 比賽馬場 | 名次 | 完成時間 | 騎師   |
| ---------- | ---------------- | -------- | ---- | -------- | -------- | ---- | -------- | ------ |
| 28/04/2019 | 富衛保險女皇盃   | G1       | 草地 | 2000米   | 沙田馬場 | 7    | 1:59.66  | 郭立基 |
| 26/05/2019 | 渣打冠軍暨遮打盃 | G1       | 草地 | 2400米   | 沙田馬場 | 3    | 2:26.24  | 莫雷拉 |
| 08/12/2019 | 浪琴表香港盃     | G1       | 草地 | 2000米   | 沙田馬場 | 7    | 2:01.10  | 連達文 |
| 16/02/2020 | 花旗銀行香港金盃 | G1       | 草地 | 2000米   | 沙田馬場 | 4    | 2:02.31  | 利敬國 |

## 在港以外大賽出賽全紀錄
| 比賽日期   | 賽事名稱     | 賽事班次 | 賽道 | 賽事路程 | 比賽馬場 | 名次 | 完成時間 | 騎師   |
| ---------- | ------------ | -------- | ---- | -------- | -------- | ---- | -------- | ------ |
| 28/04/2018 | 奇勒錦標     | G3       | 草地 | 1600米   | 東奔馬場 | 2    | —        | 賈善達 |
| 12/05/2018 | 粗魯碟       | G3       | 草地 | 2000米   | 東奔馬場 | 1    | 2:03.67  | 郭立基 |
| 26/05/2018 | 格蘭披治錦標 | G3       | 草地 | 2200米   | 東奔馬場 | 3    | —        | 郭立基 |
| 09/06/2018 | 昆士蘭打吡   | G1       | 草地 | 2400米   | 東奔馬場 | 1    | 2:19.31  | 郭立基 |

## 外部連結
- 《南華早報》香港賽馬資訊 - DARK DREAM（C075）達龍駒（页面存档备份，存于）
- 香港賽馬會 - DARK DREAM（C075）達龍駒（页面存档备份，存于）